# Sistema di informazione per la sicurezza della Repubblica
Il Sistema di informazione per la sicurezza della Repubblica è l’insieme degli organi e delle autorità che hanno il compito di assicurare le attività informative allo scopo di salvaguardare la Repubblica Italiana dai pericoli e dalle minacce provenienti sia dall’interno sia dall’esterno. La riforma dell'intelligence italiana varata con la Legge 124 del 2007 ha riformato il Comparto intelligence nazionale.

## Storia
La riforma dell'intelligence italiana del 2007, avvenuta per mezzo della legge 3 agosto 2007 n. 124, modifica drasticamente la struttura dei servizi d'informazione e sicurezza, in quanto rispetto alla legge 24 ottobre 1977, n. 801, che in precedenza regolava la materia, divide le competenze non più tra strutture approssimativamente distinguibili in civili e militari (ossia SISDE e SISMI), bensì per sfere territoriali di competenza: esclusivamente sul territorio nazionale l'AISI ed esclusivamente all'estero l'AISE, allineando l'Italia ai principali servizi d'intelligence internazionali e una struttura di coordinamento, il Dipartimento delle informazioni per la sicurezza, alle dipendenze della Presidenza del Consiglio.
Infatti pone i servizi non più sotto le autorità rispettivamente del ministro dell'interno e della difesa, ma sotto un più stretto controllo del Presidente del Consiglio dei ministri, a cui compete la nomina di direttori e vicedirettori di ciascuna agenzia; ed affidando a questi, o a una sua Autorità delegata per la sicurezza della Repubblica, il coordinamento delle politiche dell'informazione per la sicurezza.
L'intero apparato di intelligence nazionale per la ricerca informativa subisce, quindi, un profondo processo di riforma riorganizzando tutto il Comparto informativo nazionale.
Nel giugno 2021 il consiglio dei ministri del governo Draghi approva la costituzione di una Agenzia per la cybersicurezza nazionale, in materia di cybersicurezza, sempre alle dipendenze della presidenza del Consiglio (ma al di fuori del perimetro dell’intelligence, quindi fuori dal Sistema di informazione per la sicurezza), e un apposito Comitato interministeriale per la cybersicurezza.

## Composizione
La comunità d'intelligence nazionale è così articolata:
- Presidente del consiglio dei ministri (PCM);
  - Autorità delegata per la sicurezza della Repubblica (ADSR);
- Comitato interministeriale per la sicurezza della Repubblica (CISR);
- Dipartimento delle informazioni per la sicurezza (DIS);
- Agenzia informazioni e sicurezza esterna (AISE);
- Agenzia informazioni e sicurezza interna (AISI).

La legge del 2007 ha anche previsto il Comitato parlamentare per la sicurezza della Repubblica, per un controllo dell'organo legislativo dell'intero SISR.

## Organizzazione
Il "Sistema di informazione per la sicurezza della Repubblica" è articolato operativamente in:
- Dipartimento delle informazioni per la sicurezza (DIS);
- Agenzia informazioni e sicurezza esterna (AISE);
- Agenzia informazioni e sicurezza interna (AISI).

L'articolo 8 della legge del 2007 stabilisce il principio di esclusività delle funzioni attribuite al DIS, che vigila sulle attività di AISE e AISI.

### Altre strutture
La norma dispone altresì espressamente che altri reparti informativi dello stato maggiore della difesa, non sono parte del Sistema di informazione per la sicurezza, ma strutture interne alle forze armate italiane. Infatti in questo ambito si occupano anche d'intelligence:
- II Reparto informazioni e sicurezza (II RIS);
  - Centro intelligence interforze (CII);
  - Centro di formazione intelligence e guerra elettronica;
- Raggruppamento unità difesa (RUD).

Infine, il “II Reparto” della Guardia di Finanza si occupa di analisi d'intelligence, in particolare economico-finanziaria.

## Sede
Nel maggio 2019 è stata inaugurata la nuova sede unitaria dell'intelligence nel palazzo Dante, che ospita gli uffici di vertice del Dis, delle agenzie e parte di quelli operativi, sita in piazza Dante nel rione Esquilino a Roma. Restano operativi la cittadella di Forte Braschi (Aise) e gli uffici di piazza Zama (Aisi).

## Il reclutamento
La riforma attuata con la legge 124 del 2007 ha introdotto una policy in materia di personale, fatta propria dal Comparto intelligence, che prevede investimenti sempre più crescenti sul capitale umano. La legge ha sensibilmente ampliato gli ambiti di intervento dei Servizi informativi: ora non più circoscritti alla difesa della sicurezza, integrità e indipendenza delle istituzioni democratiche da minacce provenienti dall’interno o dall’esterno, ma ampliati anche alla tutela degli interessi strategici nazionali in campo politico, militare, economico, scientifico e industriale.
L’attività di reclutamento si avvale sempre più di rinnovate formule di carattere selettivo, nonché della facoltà di ricorrere anche a bacini diversi da quelli tradizionali (Forze Armate, Forze di polizia, altre amministrazioni dello Stato), e cioè Università, enti di ricerca, imprese e settore privato e altre istituzioni di interesse.
È fatto divieto ai membri del Parlamento europeo, del Parlamento o del Governo nazionali, consiglieri regionali, provinciali, comunali o membri delle rispettive giunte, dipendenti degli organi costituzionali, magistrati, ministri di confessioni religiose e ai giornalisti iscritti all'Ordine di collaborare e intrattenere rapporti con i servizi.

## Il controllo del Parlamento
Viene previsto il controllo del Parlamento sull'operato dei servizi, a opera di un comitato parlamentare, il COPASIR, con funzioni di vigilanza e consultive.
Il comitato riceve dalla Presidenza del Consiglio dei ministri una relazione semestrale sull'attività di AISE e AISI.

### La relazione annuale
Ogni anno, entro il mese di febbraio, viene presentata inoltre al Parlamento una relazione sulla politica dell’informazione per la sicurezza relativa all’anno precedente.
In particolare l’articolo 38 della legge 124 dispone:
Entro il mese di febbraio di ogni anno il Governo trasmette al Parlamento una relazione scritta, riferita all'anno precedente, sulla politica dell'informazione per la sicurezza e sui risultati ottenuti.
Tutte le relazioni annuali successive alla riforma del 2007 sono consultabili liberamente sul sito della sicurezza nazionale.